# Kanton Montpon-Ménestérol
Montpon-Ménestérol is een kanton van het Franse departement Dordogne. Het kanton maakt deel uit van de arrondissementen Périgueux (14) en Bergerac (1). Het telt 18.771 inwoners in 2018

## Gemeenten
Het kanton Montpon-Ménestérol omvatte tot 2014  de volgende gemeenten:
- Échourgnac
- Eygurande-et-Gardedeuil
- Ménesplet
- Montpon-Ménestérol (hoofdplaats)
- Le Pizou
- Saint-Barthélemy-de-Bellegarde
- Saint-Martial-d'Artenset
- Saint-Sauveur-Lalande

Door de herindeling van de kantons bij decreet van 21 februari 2014, met uitwerking op 22 maart 2015 werd het kanton uitgebreid met 11 gemeenten.

Op 1 januari 2016 werden de gemeenten Chenaud en Parcoul samengevoegd tot de fusiegemeente (commune nouvelle) Parcoul-Chenaud.

Op 1 januari 2016 werden de gemeenten Puymangou en Saint-Aulaye samengevoegd tot de fusiegemeente (commune nouvelle) Saint Aulaye-Puymangou.

Op 1 januari 2017 werden de gemeenten  Festalemps, Saint-Antoine-Cumond en Saint-Privat-des-Prés, samengevoegd tot de fusiegemeente (commune nouvelle) Saint Privat en Périgord.
Sindsdien omvat het kanton volgende 15 gemeenten : 
- Échourgnac
- Eygurande-et-Gardedeuil
- Ménesplet
- Montpon-Ménestérol
- Moulin-Neuf
- Parcoul-Chenaud
- Le Pizou
- La Roche-Chalais
- Saint Aulaye-Puymangou
- Saint-Barthélemy-de-Bellegarde
- Saint-Martial-d'Artenset
- Saint Privat en Périgord
- Saint-Sauveur-Lalande
- Saint-Vincent-Jalmoutiers
- Servanches